# Baldred (Kent)

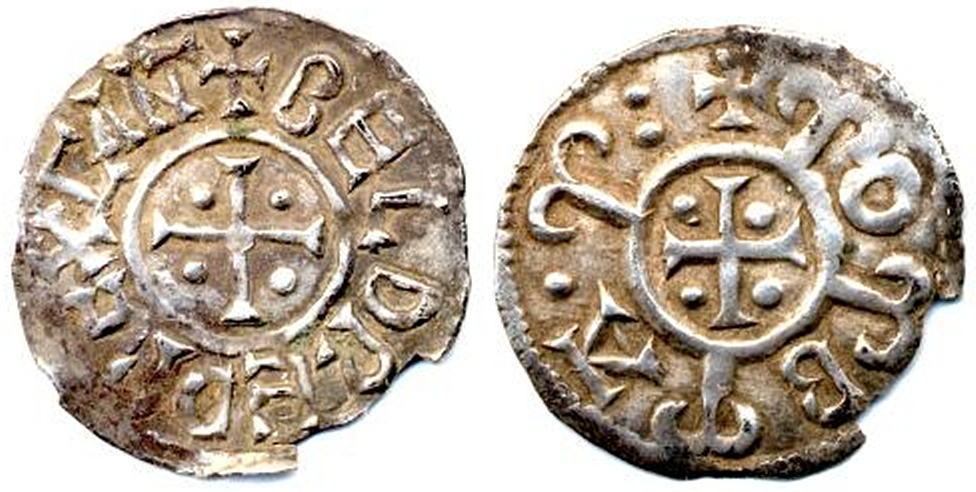
Münze Baldreds, geprägt in Canterbury von Oba, EMC number 2006.0373

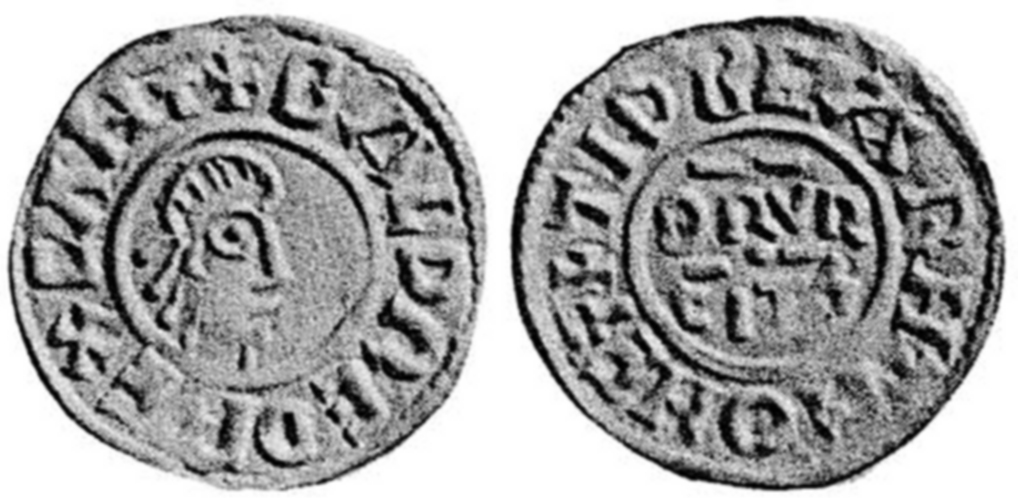
Münze Baldreds, geprägt in Canterbury von Tidbeorht, EMC number 1001.0434

Baldred (auch Baldredus, Baldræd, Baltred, Balred, Bealdred) war etwa 821 bis um 825 König des angelsächsischen Königreichs Kent.
Nicht nur Kent befand sich unter der Oberherrschaft Mercias, auch Sussex, Essex, Middlesex, Surrey und East Anglia standen unter der direkten Kontrolle des Herrschers Mercias. Das einzige Königreich südlich des Humbers, das seine Unabhängigkeit bewahren konnte, war Wessex. Die Umstände von Baldreds Thronbesteigung sind unbekannt, doch spricht eine Unterbrechung der königlichen Münzprägung in Canterbury durch anonyme Münzen für politische Unsicherheit in Ostkent. In Rochester, der Hauptstadt des westlichen Kent, wies die Münzprägung keine solche Zäsur auf. Nach dem Tod von König Cenwulf (796–821) von Mercia, der seit 807 auch Kent direkt regiert hatte, gelangte Baldred möglicherweise 821 in Kent an die Macht. Vielleicht war Baldred ein Usurpator, der als Gegenkönig zu Cenwulfs Nachfolger Ceolwulf I. von Mercien (821–823) herrschte. Ceolwulf wurde 823 von Beornwulf, einem Verwandten Baldreds, gestürzt. Andere Historiker halten Baldreds Einsetzung als Unterkönig durch Beornwulf im Jahr 823 für wahrscheinlich.
Im Jahr 825 besiegte Egbert von Wessex Beornwulf von Mercia in der Schlacht von Ellandun. Sein Sohn Æthelwulf fiel mit einem großen Teil des Heeres in Kent ein und vertrieb Baldred, der nordwärts über die Themse floh. Nach diesem Sieg unterwarfen sich Kent, Surrey, das Königreich Sussex und das Königreich Essex der Herrschaft von Wessex; auch East Anglia, das sich gegen die Herrschaft der Mercier erhob, erkannte Egbert als Oberherrscher an. Baldred verschwand darauf aus den Quellen.